# Cymodocea nodosa
La cimodocea (Cymodocea nodosa (Ucria) Asch.)  è una pianta acquatica della famiglia Cymodoceaceae.

## Descrizione

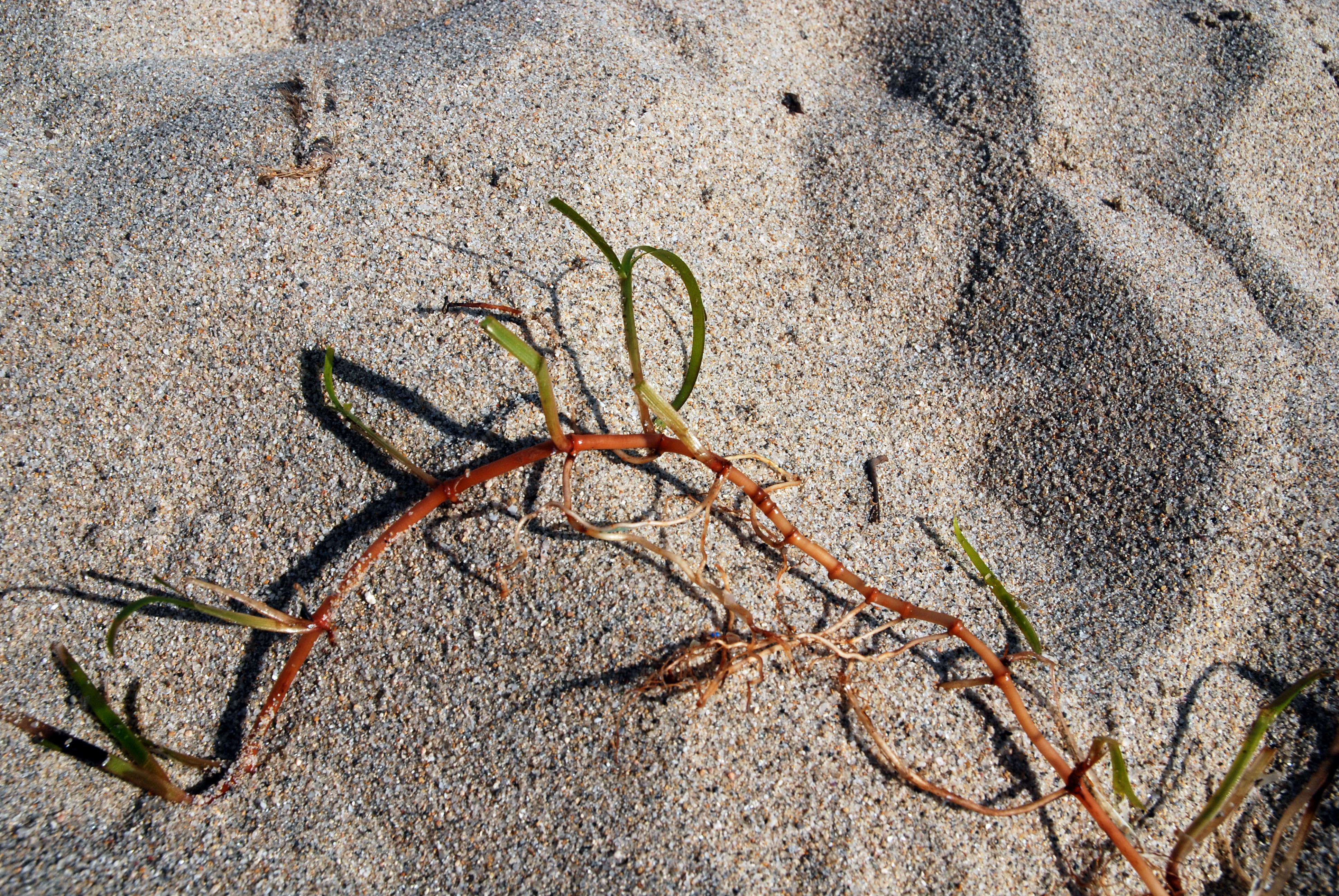
Rizoma di C. nodosa

È una pianta acquatica marina dioica, con un fusto eretto di piccole dimensioni, che presenta da 2 a 5 foglie nastriformi di colore verde più scuro di quelle di Zostera, larghe 3–4 mm e lunghe sino a 40 cm, con margine seghettato soprattutto verso l'apice. Ha un robusto rizoma, che si sviluppa solo in senso parallelo al fondo del mare, con radici inserite ad ogni internodo, molto ramificate.

## Biologia
La riproduzione avviene per il 90% in modo asessuale per stoloni e solo nel centro dei prati si hanno piante fiorite. La fioritura avviene in primavera, i frutti sono acheni disposti a coppie e molto compressi lateralmente.
È una tipica specie pioniera, che con il suo insediamento "prepara" il substrato ad altre piante più esigenti, come la posidonia. Può tollerare l'anossia e la presenza di Idrogeno solforato nel suolo. Le sue foglie ospitano una comunità epifita, ricca quasi quanto quella della Posidonia. Tra le sue foglie si riproducono molte specie di pesci.

## Distribuzione e habitat
È diffusa nel mar Mediterraneo e nell'Oceano Atlantico nordorientale tra il golfo di Guascogna e il Senegal.
Vive su fondali sabbiosi o fangosi ben illuminati e calmi, da 5 a 60 m di profondità; può colonizzare la matte morta di Posidonia oceanica. Forma prati estesi, anche se molto meno fitti delle praterie di Posidonia, e crea ambienti di notevole interesse biologico.
Spesso rinvenibile nei fondali delle lagune, in associazione a Zostera spp., che la sostituisce quando la salinità scende troppo.